# USS Farenholt (DD-491)
DD 491 Farenholt (Корабль соединённых штатов Фаренхолт) — американский эсминец типа Benson.
Заложен на верфи Bethlehem Steel, Staten IS 11 декабря 1940 года. Спущен 11 ноября 1941 года, вступил в строй 2 апреля 1942 года.
Выведен в резерв 26 апреля 1946 года. Из ВМС США исключён 1 июня 1971 года.
Продан 22 ноября 1972 года фирме «Luria Brothers and Co. Inc.» в Кливленде и разобран на слом.